# Exército (unidade)

Símbolo tático de um exército da OTAN.

Um exército constitui uma grande unidade militar das forças terrestres. Como o termo "exército" é também usado para designar a totalidade das forças terrestres de um país, as grandes unidades homónimas são ocasionalmente referidas como "exércitos de campanha", "exércitos em operações", "exércitos de área" ou por outros termos alternativos. Em algumas forças aéreas, existe o exército aéreo que é uma grande unidade aérea de escalão equivalente ao do exército das forças terrestres.
Em algumas línguas são utilizadas palavras diferentes para designar um exército no sentido de conjunto das forças terrestres nacionais e um exército no sentido de grande unidade. Assim, por exemplo em italiano o primeiro tipo é designado "esército" e o segundo tipo "armata" e em alemão o primeiro é designado "Heer" e o segundo é designado "Armee".
Modernamente, as grandes unidades chamadas "exércitos" são normalmente constituídas por vários corpos de exército, podendo ainda agrupar-se em grupos de exércitos. Para o distinguir do exército, no sentido de forças terrestres em geral, cada exército pode ser numerado (ex.: 1º. Exército dos Estados Unidos ou 1º. Exército Panzer) ou receber um nome (ex.: Exército Britânico do Reno ou Grande Exército). Dada a sua dimensão, os exércitos são comandados normalmente por oficiais generais com a maior patente existente nas forças terrestres de um país que, conforme o caso, pode ser a de general, general de exército, coronel-general ou marechal.
Nalguns países, o termo "exército" pode designar uma grande unidade de escalão inferior ao convencional, normalmente aproximando-se mais do corpo de exército.

## História
Na Europa dos séculos XVI, XVII e XVIII, um exército constituía qualquer força terrestre em operações sob o comando de um general, com um efetivo que podia ir de apenas alguns milhares de soldados às várias dezenas de milhares. Inicialmente, a maior subdivisão de cada exército era o regimento ou o terço. Com o aumento do número de efetivos dos exércitos e o consequente aumento da dificuldade em os controlar e administrar, foi necessária a sua subdivisão em unidades maiores que o regimento. A primeira dessas unidades a ser criada foi a brigada, ainda no século XVII, a qual agrupava vários regimentos dentro de um exército. No século XVIII, foi criada a divisão, agrupando várias brigadas. Finalmente, no início do século XIX, foi criado o corpo de exército, agrupando várias divisões. Desde então, os exércitos organizam-se genericamente como grandes unidades compostas por um quartel-general e estado-maior que controla vários corpos de exército e estes, por sua vez, várias divisões.
Hoje em dia, tal como os grupos de exércitos, os exércitos são grandes unidades com caraterísticas muito variáveis entre as diversas forças armadas, no que diz respeito à dimensão, organização e função. Em tempo de paz, só são mantidos pelas forças armadas maiores, normalmente como grandes comandos administrativos. Em tempo de guerra, os exércitos foram sobretudo empregues na Primeira e na Segunda guerras mundiais, cada um com um efetivo nunca inferior aos 100 000 soldados. Apesar de serem caracteristicamente grandes unidades de armas combinadas, ocasionalmente foram criados exércitos mais especializados como foram os casos dos exércitos de tanques e de choque soviéticos e dos exércitos panzer (blindados) e de paraquedistas alemães da Segunda Guerra Mundial.

## Exércitos por países

### Brasil
O Exército Brasileiro teve quatro exércitos de 1956 a 1985: o Primeiro no Rio de Janeiro, o Segundo em São Paulo, o Terceiro em Porto Alegre e o Quarto no Recife. Seu número de formações variava e as maiores concentrações de força estavam no Primeiro e Terceiro. Não existiam corpos de exército: em 1960 comandavam divisões, e em 1980, brigadas. Em 1964 o efetivo previsto de praças era de menos de 50.000 para o Primeiro e Terceiro e menos de 20.000 para o Segundo e Quarto.
Sua posição como entidades acima das Regiões Militares data das Inspetorias dos Grupos de Regiões, que, porém, não exerciam administração ou comando e foram transferidas à capital federal após poucos anos. Duas surgiram em 1921, a primeira em Porto Alegre e a segunda no Recife. Em novembro de 1936 suas jurisdições eram, na primeira, a 4ª,7ª, 8ª, 9ª e eventualmente 6ª RMs, e na segunda, a 1ª, 2ª, 3ª e 5ª. A partir de 1938 deram lugar a três Inspetorias-Gerais de Grupos de Regiões, a primeira com as 1ª, 6ª, 7ª e 8ª RMs, a segunda com 3ª e 5ª RM e a terceira com 2ª, 4ª e 9ª. Em 1944 as inspetorias deram lugar aos Grupos de Regiões Militares, dos quais só o 1º, sobre as regiões do Sul do Brasil, foi constituído. Após a Segunda Guerra Mundial o território nacional foi redividido entre Zonas Militares: Centro (2ª e 9ª RMs), Sul (3ª e 5ª), Leste (1ª e 4ª) e Norte (6ª, 7ª, 8ª e 10ª).
Em 1952 as Zonas receberam a atribuição de comandar de fato as forças nas suas áreas de responsabilidade; no caso da Sul, foi no ano seguinte que deixou o Rio para instalar-se no seu território. Por influência americana mudaram de nome para Exércitos em 1956. Os Exércitos coexistiram com os Comandos Militares estabelecidos em Belém e Brasília, para os quais perderam território. A ideia era expandir os comandos para ter exércitos de campanha, mas não houve possibilidade orçamentária e estrutural para tanto. Em 1985 os Exércitos foram extintos e todo o território nacional coube a Comandos Militares de Área: o I Exército tornou-se o do Leste, o II do Sudeste, o III do Sul e IV do Nordeste. O Mato Grosso e Mato Grosso do Sul foram desmembrados do Sudeste, formando o do Oeste. Permaneceram os do Planalto e da Amazônia, este último posteriormente desmembrado em Norte em Belém e Amazônia em Manaus.